# Jaysuma Saidy Ndure

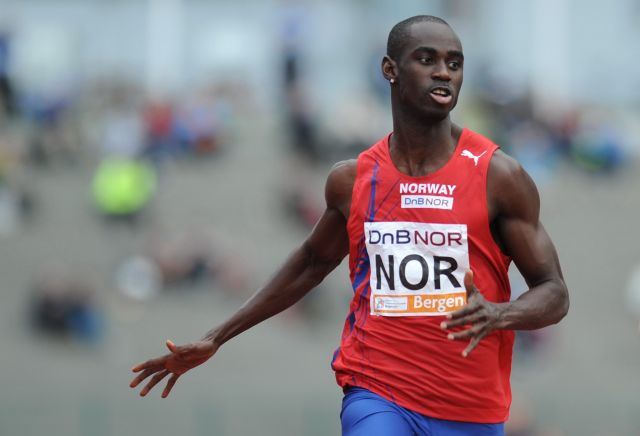
Jaysuma Saidy Ndure i Leiria 2009.

Jaysuma Saidy Ndure, född 1 juli 1984 i Bakau i Gambia, är en  norsk friidrottare (sprinter). 
Ndure blev i samband med DN-galan i Stockholm 7 augusti 2007 nordisk rekordhållare på 100 meter då han i motvind noterade 10,07, en hundradels sekund bättre än landsmannen Geir Moens 11 år gamla notering. Rekordet har Ndure sedan förbättrat, senast vid tävlingen i Rieti 29 augusti 2010 till 10,00. Den 23 september 2007 blev Ndure förste nordbo att löpa 200 meter under 20 sekunder då han noterade 19,89. 
Innan Ndure började tävla för Norge representerade han Gambia. För detta lands räkning blev han bronsmedaljör på 100 meter i Afrikanska mästerskapen 2004 och Västafrikansk mästare över 200 meter 2001.

## Personliga rekord
- 100 meter:  9,99, Lausanne, 30 juni 2011 (nordiskt rekord)
- 200 meter: 19,89, Stuttgart, 23 september 2007 (nordiskt rekord)
- 200 meter, gambiskt rekord: 20.47 (2006)
- 400 meter: 46,07, Stuttgart, 20 maj 2003

### Nordiska rekord
| Gren      | Resultat | Datum             | Stad, land          |
| --------- | -------- | ----------------- | ------------------- |
| 100 meter | 10,07    | 7 augusti 2007    | Stockholm, Sverige  |
| 100 meter | 10,07    | 9 september 2007  | Rieti, Italien      |
| 100 meter | 10,06    | 22 september 2007 | Stuttgart, Tyskland |
| 100 meter | 10,01    | 9 maj 2008        | Doha, Qatar         |
| 100 meter | 10,00    | 29 augusti 2010   | Rieti, Italien      |
| 100 meter | 9,99     | 30 juni 2011      | Lausanne, Schweiz   |
| 200 meter | 19,89    | 23 september 2007 | Stuttgart, Tyskland |